# Podgorni (Beloréchensk, Krasnodar)
Podgorni (del ruso: Подгорный) es un jútor del raión de Beloréchensk del krai de Krasnodar, en Rusia. Se sitúa  en la orilla derecha del Bélaya, afluente del río Kubán, 5 km al noroeste de Beloréchensk y 79 km al sureste de Krasnodar, la capital del krai. Tenía 127 habitantes (2008).
Pertenece al municipio Rodnikóvskoye.